# Philoponella bella
Philoponella bella es una especie de araña araneomorfa del género Philoponella, familia Uloboridae. Fue descrita científicamente por Opell en 1979.
Habita en Colombia.